# Zygostates lunata
Zygostates lunata är en orkidéart som beskrevs av John Lindley. Zygostates lunata ingår i släktet Zygostates och familjen orkidéer. Inga underarter finns listade i Catalogue of Life.